# 線ファスナー

原理

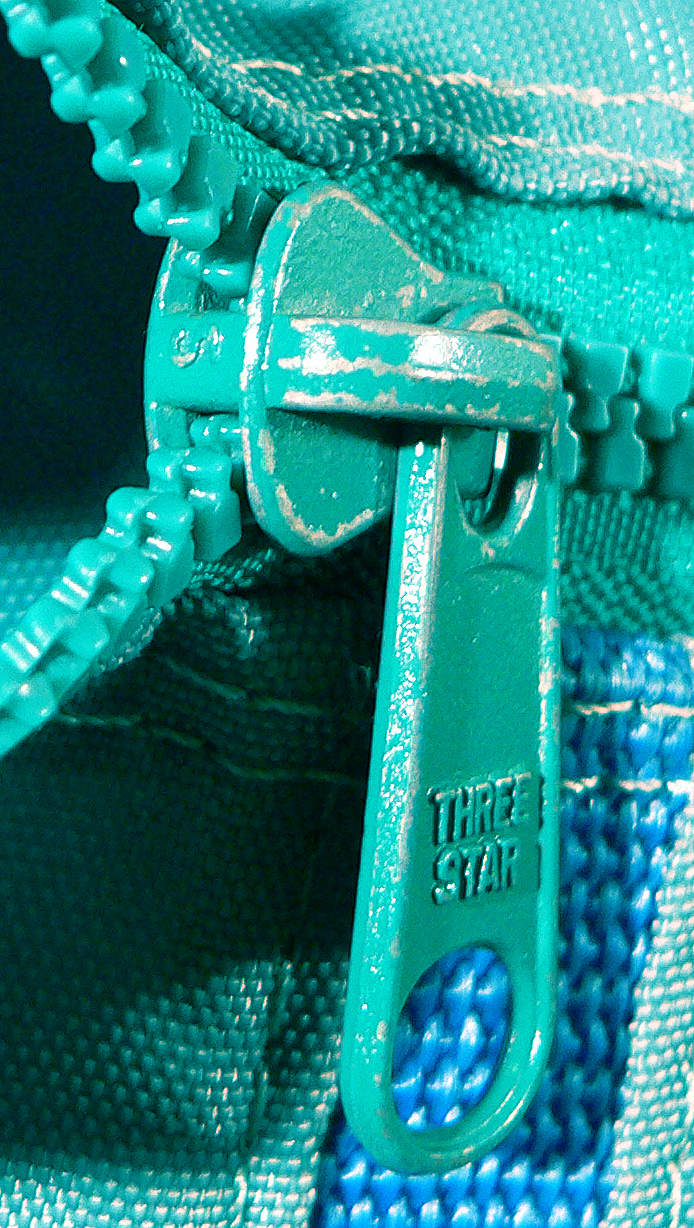
拡大写真

線ファスナー（せんファスナー）は、線状のファスナー（開閉可能な留め具）である。古くはスライドファスナーなどとも言ったが、現在は単にファスナーと呼ぶことが多い。ジッパー、チャックは元は登録商標である。
主に衣類、靴、鞄類、小銭入れなどに取り付けられており、着脱や出し入れを容易にする役目を果たしている。

## 名称
ジッパーはアメリカのB.F.グッドリッチ（現：グッドリッチ）の登録商標、チャックは日チャック・ファスナー（一説にKKKファスナー）の登録商標だった。ただしいずれも、少なくとも現在の日本では登録されていない。
各国には以下のような名称がある。
- チャック - 日本での商品名に由来する。巾着が語源であり、固定を意味するチャック（chuck）とは無関係。
- ジッパー（zipper）またはジップファスナー（zip fastener） - アメリカをはじめ広く世界で使用されている。「ジップ」は速さを表す擬音である。
- スライドファスナー（slide fastener） - イギリスをはじめ広く世界で使用されている。
- シェレス・レランパゴス（cierre relámpago） - 中南米で使用されている。稲妻を表す言葉。
- フェルメチュール・ア・グリシエール（fermeture à glissière） - フランス語。スライド式留め具の意。
- ライスフェアシュルス（Reißverschluss） - ドイツ語。引き裂く・引っ張るなどを意味する動詞reißenと、錠前・留め具などを意味する名詞Verschlußを合成した名詞。
- キウズーレ・ランポ（chiusure lampo） - イタリア語。chiusuraは閉める、lampoは電光の意味。
- ラーリェン（拉鏈, 拉链） - 中国語。

## 構造
テープ、エレメント（務歯）、スライダー（開閉部品）で構成される。
務歯（むし）またはエレメントと呼ばれる歯をテープ状の基材に並べて取り付けたもので、左右対になった一組の間でスライダーを動かすことで、左右の務歯同士が順に組み合わさってゆき、自在に開閉できる構造になっている。開いている状態からスライダーを引っ張って動かせば、動かした位置まで閉まり、逆に、閉まっている状態からスライダーを引っ張って動かせば、動かした位置まで開く仕掛けになっている。

### 部品
テープ
現在はポリエステルが主体となっているが、用途によっては合繊テープや綿テープも用いる。特殊なものには撥水性の物や電磁波を通さないものなどもある。エレメントが固定される端部は厚くなっているものが多く、その厚みを増した部分は特に「芯紐」と呼ばれる。
エレメント（務歯）
エレメントの噛み合う部分を務歯頭部といい、これが噛み合うことでファスナーの働きをする。
スライダー
ファスナーを開閉する時に、エレメントをかみ合わせたり離したりする役目をする。金属製の場合はプレス製やダイカスト製の物が代表的。務歯およびスライダーはプラスチックで作られることも多い。「引き手」が付いていて指先でつまみ易くなっている。引き手が取り付けられている穴を作るための突起部は「柱」と呼ばれる。
エレメントの並んだ上下端部には「上止」と「下止」があり、スライダーが跳び出すのを防ぐと共にエレメントの固定を助けている。上止は左右のテープの端で別々に取り付けられていて、下止は常に左右のテープを繋ぎ止めている。
一般的な「止製品」では以上の構造で終わるが、より複雑な「開製品」や「逆開製品」では、止製品の構造に加えて「箱」「箱棒」「蝶棒」が増える。開製品では下止の代わりに箱、箱棒、蝶棒が付いていて、蝶棒が箱から抜けることで左右のテープが完全に分かれることが出来る。逆開製品では下止だけでなく上止の部分にも箱、箱棒、蝶棒が付いていて、上下のいずれからでもスライダーによって左右を繋ぐことが出来る。

### 使い方
スライダーに付いた引き手を摘んで開閉する。
ファスナーはその構造上、テープに外向きの力が加わるとスライダーが滑ってファスナーが開いてしまうが、これを防ぐためのロックつきのスライダーもある。ロックつきのスライダーは、引き手を引いたときだけロックが解けてスライダーが動くようになっている。

### 劣化
エレメントが磨耗すると噛み合わせが緩くなり、スライダーを動かさなくても外れてしまうようになる。
ゴムや安全ピンで留める応急処置もあるがほとんどの場合は交換するしかない。
スライダーが摩耗しその隙間が大きくなると、スライダーを引き上げてもエレメントがずれて嚙み合わなくなってしまう。数百個のエレメントに常時擦られるスライダーの負担はエレメントの摩耗よりも激しい。スライダー自体を別のパーツから置換する事も可能だが外したり取り付けたりするには技術が要る。上下に分離し取付可能な交換用シッパーヘッド製品もある。

### 素材

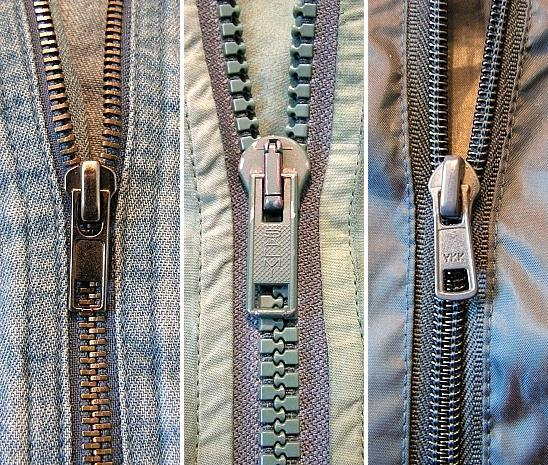
左：金属ファスナー、中：プラスチックファスナー、右：コイルファスナー

務歯を持つスライドファスナーは、素材と成型方法から大きく分けて3つの種類に分類される。
金属ファスナー
務歯が金属でできているもの。アメリカのTALON（Talon Zipper）が開発したプレスタイプとCROWN社が開発した鋳造タイプがある。アルミ・洋白・真鍮製が多い。
コイルファスナー（樹脂ファスナー）
ナイロンもしくはポリエステルのモノフィラメント（単線）をコイル状に成型し、務歯としたもの。ドイツのOPTIが開発した。第二次世界大戦を機に開発された商品で、それまでの金属製より耐久性に優れ軽い商品として、急速に軍事目的に採用された。目が細かいのでその分飛ばしてかみ合う危険性は高い。
プラスチックファスナー
テープ上にポリアセタールなどを射出成型して付け、務歯としたもの。製造コストが安いので、ファスナーが普及するきっかけになった。プラスティックファスナーは昔、デルリンファスナーとも呼ばれていた（デルリンは素材名でデュポンの登録商標）。
このほか、食料保存袋や洗面具入れなどに使われるレール状のポリ塩化ビニルやポリエチレン製のレールファスナー、海中深くでつかう潜水服、宇宙服、青函トンネルなどで使用されている、全く水や空気を通さない水密気密ファスナーなど様々なタイプが存在する。
最近では再生樹脂や生分解性材料を用いたリサイクルファスナーなども開発されてきている。

## 歴史
1851年にミシンなどの開発で知られるエリアス・ハウが、「自動の、連続した、服を閉じる機構」として特許を申請した発明品が最初とされている。ただし、彼はこの発明を市場で大々的に売り出すつもりはなかった。 エリアスの発明は、今日の視点でみれば巾着に近いものであった。
それから42年後の1893年、発明家のウィットコム・L・ジャドソンが靴を閉じることを目的とした発明品「クラスプ・ロッカー（Clasp Locker）」を発表した。この発明品に協賛したビジネスマンのColonel Lewis Walkerの協力により、ジャドソンはユニバーサル・ファスナー・カンパニーを設立し大量生産を目指すが、1893年のシカゴ万博でお披露目されたこの発明品は結果としてごくわずかな成功にしかならなかった。ジャドソンは時に「ファスナーの発明者」と評されることがあるが、厳密には彼の発明は今日知られるものとは異なったものである（ジャドソンの発明についてはウィットコム・L・ジャドソン#ファスナーの発明を参照）。
今日知られるようなファスナーの設計に大きく貢献したのは、スウェーデン系アメリカ人の電気技師のギデオン・サンドバックによるものであった。1901年にニュージャージー州ホーボーケンに移転した上述のユニバーサル・ファスナー・カンパニーに、1906年から雇われていたギデオンはデザイナー主任として様々な改良案を出し、今日よく知られたファスナーの原型となるものを完成させた。1917年に特許承認される。なお、ギデオンはファスナーの製造機械についての発明も行っている。また、ファスナーの別の呼び名である「ジッパー」は、B.F.グッドリッチ（現：グッドリッチ）が新しく発売するゴムブーツにギデオンの発明したファスナーを採用した際にそのように称したことによるとされる。このため、ジッパーは主にアメリカ英語で使われる言葉である（ギデオンの発明についての詳細はギデオン・サンドバック#経歴を参照）。
ファスナーの発明当初、その主な利用はブーツとタバコ用のポーチであった。衣類での利用は、1925年にSchott NYCという会社が革のジャケットに採用したのが
最初であるとみられている。
1930年代、ファスナーの広告キャンペーンとして「子供服へのファスナー利用」が提案された。ファスナーであれば比較的小さな子供でも自分で身支度をできると謳っていたのである。
1930年代には、紳士服におけるズボンの股間部の持ち出し（フライフロント・比翼）が、それまでのボタンから新たにファスナーへと変わっていった。1937年の"Battle of the Fly"と称される出来事からファスナーが完全に主流になり、その原動力は主にフランスのファッションデザイナーたちであったという。

### 日本での歴史
- 1927年頃 - 日本でも広島県御調郡向島の日本開閉器工場（日本開閉機会社、日本開閉器商会とも）がファスナーの製造を開始し、その分派会社の「チャック・ファスナー」社が、巾着をもじった「チャック印」という商標で販売した[注釈 1]。日本でファスナーが「チャック」と呼ばれるのはこのためであり、外来語ではなく日本独自の呼び方である。
- 1950年 - 吉田工業（現在のYKK）が自動植付機（チェーンマシン）をアメリカから4台のみ輸入。輸入のために日本興業銀行から1,200万円の借り入れをした。同社は、このチェーンマシンと同種の機械を100台、日立精機に1台12万円、支払いは30台ずつの条件で発注した。発注した機械は、1951年5月に10台、8月に20台、1953年の7月に100台目が納入された。
- 1951年 - ドイツ・OPTIにより開発されたコイルタイプのジッパーが日本で発売開始された。当時、このタイプのジッパーは、軽くて、壊れない、強力であるという、他と一線を画する利点の有る画期的な商品であった。そのために夢のジッパーと言われていた。その後、OPTI社の正規ライセンス契約を神奈川県の日本シンプが取得し、このジッパーが鞄、服を問わず、大掛かりに普及することとなった。

しかし1960年頃までは、当時のTALON社の米国での生産シェアは90%前後であった。これに対して、世界でのTALONのシェアは50%以上を確保していた。ヴィンテージものの衣服やかばん雑貨品などに使われているジッパーにTALONブランドのファスナーが採用されているのは、このためである。
その後の日本国政府の輸入規制によって（1990年以前頃まで）、外国製品の輸入が抑えられたことから、日本国内の市場に外国製品は流通しなかった。

## 主要メーカー・ブランド
日本のYKKが金額ベースで約45%の世界シェアを占める。残りのほとんどは1,000社以上もあるとされる中国メーカーが生産しているとされる。
- YKK - 日本企業。世界シェアは金額ベースで約45%、数量ベースで20%と第1位[5]。
- Talon Zipper - アメリカ合衆国の企業。発明者であるウィットコム・L・ジャドソンらによって設立された企業。1937年にHookless Fastener Companyから社名を変更した[6]。2003年時点の世界シェア7-8%[4]。
- Optilon - ドイツの企業。2003年時点の世界シェア7 - 8%[4]。
- SKO - 日本企業。大阪に本社を置く。
- Hookless - ファスナーの元祖。
- Talon（英語版） - Hooklessの1ブランドで後に社名となる。
- Crown - 軍装、兵装になくてはならないブランド。
- Conmar - Talonに劣らぬ特徴。
- Serval - アメリカのヴィンテージの洋服に多用されている。
- Aero - 英国を代表するブランド。
- CLIX - 英国モーターサイクルウェアに採用され近年特に人気が上昇。
- Prentice - ヴィンテージの洋服で見かける。
- Eclair - ヴィンテージのルイ・ヴィトンにはこのブランドが本物の証。
- Lampo - グッチ、プラダ、エルメス、シャネルなどの多くの高級ブランド品に利用される。
- Riri - イタリアに工場を構えている。近年は中国製資材を使い低価格化している。